# Una separazione
Una separazione (Jodāyi-e Nāder az Simin) è un film del 2011 scritto e diretto da Asghar Farhadi.
Il film ha ottenuto numerosi riconoscimenti internazionali, tra cui l'Orso d'oro alla 61ª edizione del Festival di Berlino. Una separazione è il primo film iraniano a vincere l'Orso d'oro. Il film ha vinto il Golden Globe come Miglior film straniero 2012 e la statuetta come miglior film straniero ai Premi Oscar 2012.

## Trama
Nāder e Simin sono sposati da quattordici anni e vivono a Teheran, con la figlia undicenne Termeh. La famiglia appartiene all'alta borghesia e la coppia è sull'orlo della separazione. Simin vuole lasciare il paese con il marito e la figlia, ma Nāder non è della stessa opinione. È preoccupato per il padre anziano e malato di Alzheimer. Quando Nāder decide fermamente di rimanere in Iran, Simin chiede la separazione. Finalmente, dopo sei mesi di attesa, ha ottenuto i permessi di espatrio, che scadranno tra quaranta giorni. Vorrebbe che suo marito e sua figlia andassero con lei. Soprattutto la figlia, che non intende far crescere in questo Paese senza speranza. Il giudice immediatamente la riprende e le chiede cosa intenda dire. Lei glissa. Il marito non vuole espatriare e si limita a ripeterle che può andare dove vuole, ma senza di lui e senza la figlia che ha già deciso di stare con il padre. I due coniugi si lanciano accuse sempre più pesanti e il tono diventa concitato, tanto che il giudice è costretto a riprenderli spesso. Escono dalla corte senza la separazione, ma la donna lascia lo stesso la casa, il marito rimane da solo, con il padre infermo e la figlia di undici anni che deve dare un esame impegnativo.
Nāder si sente immediatamente tradito e inadeguato. La responsabilità per suo padre è davvero troppo gravosa, la ragazzina undicenne ha un esame imminente e deve essere seguita. Lui lavora tutto il giorno in banca. Decide di assumere Razieh, una giovane donna, profondamente religiosa, proveniente da un quartiere povero, per prendersi cura del padre mentre lui è fuori. Razieh - che è incinta al quarto mese - ha trovato lavoro senza consultare il suo irascibile marito Houjat, la cui approvazione, secondo la tradizione, sarebbe necessaria.
Razieh si è assunta un compito troppo gravoso sia psicologicamente (chiama l'ufficio preposto ai comportamenti conformi alla religione per sapere se possa o meno cambiare i pantaloni del pigiama al vecchio ottantenne che si è orinato addosso), sia fisicamente, visto lo stato di gravidanza oltre il quarto mese in cui si trova. L'anziano genitore si agita e vuole uscire: appena la donna si distrae, il vecchio riesce a scendere in strada e lei deve inseguirlo in mezzo al traffico. Razieh, la sera, tornando a casa si sente male sull'autobus. Il giorno dopo, quando Nāder rientra prima del previsto, trova il padre legato alla spalliera del letto, da cui è caduto. Sembra che non respiri e si riprende solo a fatica. La donna non è in casa, torna più tardi, adducendo una scusa. Controllando nel cassetto dove tiene i soldi, Nader scopre che ne mancano. Accusa la donna di averli presi e di aver abbandonato e legato il padre crudelmente, causandogli un grave shock. Ne nasce una colluttazione, Nāder cerca di buttare la donna fuori di casa. Lei si ribella e giura che non ha preso i soldi. Alla fine Nāder la spinge fuori e chiude la porta. La donna barcolla, scende alcuni gradini e si accascia.
Poco dopo verranno a sapere che è stata ricoverata in ospedale e ha perso il bambino. Il marito, Houjat, scopre solo adesso che la moglie aveva preso servizio da Nāder. È un disoccupato, in cura da un anno per gravi stati depressivi, non ha soldi e i creditori lo perseguitano. Si rivela subito violento. Devono portarlo fuori a forza, minaccia la coppia e se la prende anche con la moglie che non lo ha consultato.
Nāder viene accusato di omicidio visto che, in Iran, il feto di quattro mesi è considerato a tutti gli effetti un essere umano. Davanti al giudice si svolge uno scontro tra le due famiglie: Razieh e Houjat sono più poveri e ignoranti di Nāder e Simin, ma invocano continuamente la giustizia divina e si proclamano veri credenti. Razieh è molto religiosa e si appella a Dio e al Corano. Houjat è furibondo, perché è spiantato, disoccupato, poco istruito, la moglie non lo ha rispettato e i due borghesi, che ha di fronte, sembrano intendersi con il giudice molto meglio di lui, nonostante siano dalla parte del torto. Finisce per dare in escandescenze e lo tratterrebbero in cella se la moglie non lo salvasse implorando. Il giudice non è per nulla malleabile, nemmeno con Nader: se si potrà dimostrare che sapeva della gravidanza della donna e che la sua spinta le ha provocato l'aborto, sarà condannato da uno a tre anni di carcere. Nel frattempo, o paga una cauzione molto alta, o passa la notte in guardina. Simin chiede i soldi ai genitori e, dopo un po', riesce a far uscire il marito. La testimonianza dell'insegnante della figlia di Nāder è cruciale per stabilire che il padre non sapeva nulla della gravidanza di Razieh. In un primo tempo la donna afferma che Nāder non era al corrente della gravidanza, ma Houjat la perseguita, fino a che, con minacce e preghiere, riesce a farla ritrattare. Adesso Nāder è accusato di omicidio. Sua figlia undicenne si trova a essere l'unico testimone che potrebbe scagionarlo. Il giudice le chiede se il padre sapeva della gravidanza e lei, mentendo per salvarlo, nega.
A questo punto il processo minaccia di protrarsi per anni: Simin cerca di accordarsi con la famiglia dei querelanti e offre - per chiudere la causa - una compensazione economica consistente, che viene accettata tra molte proteste. Anche Nāder, apparentemente, accetta di pagare per trarsi d'impaccio. Ma, al momento di firmare gli assegni, chiede a Razieh di giurare sul Corano, di fronte alla famiglia e ai parenti, che è sicura di aver abortito a causa della sua spinta. Razieh si spaventa e confessa al marito che non può giurare perché ha dei dubbi. Il giorno in cui ha inseguito in strada il vecchio malato, una macchina l'ha colpita e - da quel momento - ha avuto forti dolori al ventre. Si rifiuta di giurare perché teme che il peccato di spergiuro possa danneggiare la sua bambina. Houjat impazzisce, inizia a schiaffeggiarsi violentemente la faccia, a urlare e minacciare. Il parabrezza dell'auto di Nāder viene sfondato. La famiglia rientra a casa, ma non per riprendere la vita come prima.
Siamo di nuovo di fronte al giudice e questa volta sono in tre: Nāder, Simin e la figlia Tarmeh. Il giudice ha accordato la separazione e chiede alla ragazzina se ha scelto con chi dei due vuole andare a vivere. Tarmeh ha deciso, ma preferirebbe non dirlo di fronte ai genitori. Il giudice li invita a uscire. Il film si conclude con Nāder e Simin nell'anticamera affollata del tribunale, non si guardano e non si parlano. Finalmente separati, attendono il giudizio della figlia.

## Recensioni
- "D'altra parte, poco importa la verità, in questa storia quotidiana e normale. Quel che conta è invece l'angoscia che si fa sempre più evidente e forte. Per quanto Fahradi giri "Una separazione" senza preoccupazioni sociologiche e didascaliche, e anzi attento a dare ai suoi personaggi una profondità "universale", tuttavia quando il film termina a noi pare che ben poco sia davvero normale nell'Iran quotidiano che ci racconta". Roberto Escobar, L'espresso
- "Il peso della religione nei comportamenti delle persone, le differenze di classe e di sesso, la «sincerità» e l'«onestà» delle persone, sono tutte informazioni che il film ci fa capire e scoprire scena dopo scena. Perché dietro a ogni azione e a ogni scelta quotidiana ci sono ragioni diverse e contraddittorie che non è così facile capire e decodificare (per rispettare la solita convenzione critica, devo almeno aggiungere che l'assunzione della «badante» finisce in tribunale) e ognuno degli interessati può dire una verità che forse appare così ai propri occhi ma non a quelli degli altri. E tutto questo lo scopriamo non con dei «colpi di scena» come insegnano i professionisti delle sceneggiature o mettendo a confronto «versioni» diverse (alla Rashomon) ma per successivi avvicinamenti alla complessità della vita, per continui e sottili svelamenti di nuovi elementi della realtà. A riconferma dell'eterna giustezza di cosa già diceva Renoir nella Regola del gioco: «Il tragico della vita è che tutti hanno le loro ragioni»". Paolo Mereghetti, Corriere della Sera, 19 ottobre 2011
- "Una separazione si staglia allora come una raffinata narrazione della vita quotidiana di Teheran, capace di raggiungere i suoi problemi più intimi e “nuovi” (in buona misura figli delle evoluzioni sociopolitiche del Paese)". Alessandro Pascale, Storia dei Film
- "Una separazione ha sì le sue radici a Teheran, ma è una storia universale. I casi della vita fanno interagire una coppia dei quartieri borghesi con una coppia dei quartieri bassi. Accadono piccole cose senza (apparente) importanza, che però innescheranno un effetto a catena letale. Alla fine nessuno e niente sarà più come prima. Un film (di dialoghi perfetti e ferreo mestiere teatrale) in cui tutti mentono, dissimulano, ingannano, hanno un obiettivo segreto, una strategia. Orso d'oro, strameritato, al Festival di Berlino". Luigi Locatelli, Nuovo cinema Locatelli, 2011
- "Farhadi lascia parlare "le cose" come una volta si diceva dei film neorealisti. Ovvero quell'insieme di conflitti, vistosi o invisibili, che sono al centro della vita sociale. (...) fra mezze bugie e sapienti dissimulazioni, Farhadi finisce per metterci sotto gli occhi un paese diviso da mille linee di frattura. Usando le immagini non per cullarci o stordirci ma per accendere la nostra immaginazione, come sa fare solo il grande cinema". Fabio Ferzetti, Il Messaggero
- "Un film di grande umanità, di mirabile scrittura e quindi di altissima godibilità. (...) Una separazione è fatto soprattutto di lunghi dialoghi, scritti e recitati con una verità ubriacante". Alberto Crespi, l'Unità

## Distribuzione
In Italia il film è stato distribuito dalla Sacher Distribuzione il 21 ottobre 2011.

## Riconoscimenti
- Premi Oscar 2012
  - Miglior film straniero (Iran)
  - Candidatura alla migliore sceneggiatura originale a Asghar Farhadi
- Festival di Berlino 2011:
  - Orso d'oro
  - Orso d'argento per il miglior attore (cast maschile)
  - Orso d'argento per la miglior attrice (cast femminile)
  - Premio della Giuria Ecumenica
- British Independent Film Awards 2011:
  - Miglior film straniero
- Camerimage:
  - Rana d'argento
- National Board of Review Awards 2011:
  - Miglior film straniero
- New York Film Critics Circle Awards 2011:
  - Miglior film straniero
- Sydney Film Festival:
  - Miglior film
- Durban International Film Festival:
  - Miglior film
  - Miglior sceneggiatura
- Los Angeles Film Critics Association 2011:
  - Miglior sceneggiatura
- Golden Globe 2012:
  - Miglior film straniero
- London Critics Circle Film Awards 2012:
  - Film straniero dell'anno
  - Sceneggiatore dell'anno (Asghar Farhadi)
  - Miglior attrice non protagonista (Sareh Bayat)
- Premi César 2012
  - Miglior film straniero
- Independent Spirit Awards 2012
  - Miglior film straniero
- David di Donatello 2012:
  - Miglior film straniero